# 一色義遠
一色 義遠（いっしき よしとお）は、室町時代から戦国時代にかけての武将。

## 生涯

### 一色氏と嘉吉の乱
永享12年（1440年）に父の一色義貫が大和国の陣中で6代将軍足利義教の命を受けた武田信栄（若狭守護）により自害に追い込まれると、一色氏の惣領には義教の寵臣で従弟の一色教親が就く。しかし、嘉吉元年（1441年）足利義教が暗殺され（嘉吉の乱）、宝徳3年（1451年）教親が嗣子が無いまま没すると、義貫の子の一色義直が家督を継ぎ、丹後国・伊勢半国守護となり、その後、三河渥美郡・若狭の小浜も所領とした。
義直の弟である義遠は尾張知多分郡守護となり、長禄4年（1460年）9月には、義遠の被官が尾張国内海荘廻船公事を押妨したとして、内海荘領主の相国寺大智院から幕府奉行人へ訴えられており、寛正4年（1463年）には義遠によって知多郡の八社神社が再建されている。

### 応仁の乱
応仁元年（1467年）からの応仁の乱では、一色義直は若狭守護武田信賢との確執から西軍に味方したため、8代将軍足利義政により丹後・伊勢守護職を解かれ、東軍の下で新丹後守護となった武田信賢との激戦が続き、北伊勢でも新守護土岐政康との合戦が続いた。
一方、義遠は尾張知多郡の軍勢を率いて、細川成之の所領の三河に侵攻した。応仁2年（1468年）2月に東軍は一色義直が領する尾張知多郡を没収して幕府の御料所に編入することを宣言した。文明2年（1470年）義遠は戦勝祈願のため、知多郡の八社神社に千疋と太刀を寄進している。
文明6年（1474年）和睦交渉の結果、若狭守護武田国信が奪った丹後の所領は一色氏に返還することとなった。さらに、三河では一色氏が戦いを優勢に進め、文明8年（1476年）9月、東軍細川成之の三河守護代東条国氏が三河で切腹し、細川成之が幕府への出仕を停止するという事件が起きている。

### その後
文明9年（1477年）11月、西軍が解体され応仁の乱が終結し、文明10年（1478年）2月に一色氏は三河を文書で放棄、尾張知多郡も東軍に没収されたため、義遠は本拠の丹後に移った。しかし、丹後では旧武田被官の反乱が収まらず、明応7年（1498年）5月に惣領の一色義秀が戦死し嫡流が絶えると、義遠は一色義有に跡を継がせて一色氏の当主とした。没年は不明。